# Закон України «Про міжнародні договори України» (2004)
Закон України «Про міжнародні договори України» 2004 — нормативний акт про порядок укладення, виконання та припинення дії міжнародних договорів України. Ухвалений Верховною Радою України 29 червня 2004. Визначає 3 групи (за відповідними предметами) міжнародних договорів України, згода на обов'язковість виконання яких дається від імені: України; Уряду України; міністерств та інших центральних органів виконавчої влади.

## Зміст Закону України «Про міжнародні договори України»
Від імені України укладаються міжнар. договори: а) політ., мирні, територіальні й такі, що стосуються держ. кордонів, розмежування виключної (морської) екон. зони і континентального шельфу України; б) що стосуються прав, свобод та обов'язків людини і громадянина; в) про участь України в міждерж. союзах та ін. міждерж. об-нях (організаціях), системах колективної безпеки; г) про військ. допомогу та направлення підрозділів ЗС України до ін. д-в чи допуску підрозділів збройних сил іноз. д-в на тер. України, умови їх тимчасового перебування, включаючи терміни виведення, фінансово-екон., екологічні та ін. наслідки і компенсації; ґ) про використання тер. та природних ресурсів України; д) яким за згодою сторін надається міждерж. характер.
Від імені Уряду України укладаються міжнародні договори з екон., торг., наук.-технічних, гуманітарних та ін. питань, віднесених до віддання Кабінету Міністрів України.
Міжвідомчими є міжнародні договори України з питань, віднесених до віддання міністерств та ін. центр. органів виконавчої влади.
Пропозиції щодо укладення міжнар. договорів від імені України, Уряду України подає МЗС України відповідно Президентові України або КМ України. Ін. мін-ва та центр. органи виконавчої влади, а також Верховний Суд, Національний банк, Ген. прокуратура подають їх разом із МЗС. Рада міністрів АР Крим, обласні держ. адміністрації подають пропозиції щодо укладення міжнар. договорів через МЗС, ін. центр. орган виконавчої влади, до компетенції якого належать питання, що пропонуються для врегулювання міжнар. договором. Такі пропозиції подаються після проведення Мін-вом юстиції України правової експертизи щодо відповідності проекту міжнар. договору Конституції та законам України.
Рішення про проведення переговорів і про підписання міжнар. договорів України ухвалюються: а) щодо міжнар. договорів, які укладаються від імені України, — Президентом України; б) щодо міжнар. договорів, які укладаються від імені Уряду України, — КМ України; в) щодо міжвідомчих договорів — у порядку, встановленому КМ України.
Згода України на обов'язковість для неї міжнар. договору може надаватися шляхом підписання, ратифікації, затвердження, ухвалення договору, приєднання до договору, а також ін. шляхом, про який домовилися сторони.
Ратифікація міжнар. договору здійснюється шляхом ухвалення закону про ратифікацію, невід'ємною частиною якого є текст міжнар. договору. На підставі підписаного та офіційно оприлюдненого Президентом України закону Голова ВР України підписує ратифікаційну грамоту, яка засвідчується підписом Міністра закордонних справ України, якщо договором передбачено обмін такими грамотами.
Закон містить перелік міжнародних договорів, які підлягають ратифікації. Це такі міжнар. договори: а) політ. (про дружбу, взаємну допомогу і співробітництво, нейтралітет); територіальні і такі, що стосуються державних кордонів, розмежування виключної (морської) економічної зони і континентального шельфу України; мирні; б) що стосуються прав, свобод та обов'язків людини і громадянина; в) загальноекономічні (про екон. та наук.-технічне співробітництво), із загальних фінансових питань, з питань надання Україною позик і екон. допомоги іноземним державам та міжнар. організаціям, а також про одержання Україною від іноз. держав і міжнар. фінансових орг-цій позик, не передбачених Держбюджетом України; г) про участь України у міждерж. союзах та ін. міждерж. об-нях (орг-ціях), системах колективної безпеки; ґ) про військ. допомогу та направлення підрозділів ЗС України до іноз. держав чи допуск підрозділів ЗС іноз. держав на тер. України, умови тимчасового перебування в Україні іноз. військ. формувань; д) що стосуються питань передачі історичних та культурних цінностей Українського народу, а також об'єктів держ. власності України; е) виконання яких зумовлює зміну законів України або прийняття нових законів України; є) ін. міжнар. договори, ратифікація яких передбачена міжнар. договором або законом України.
Пропозиції щодо ратифікації міжнар. договору подаються МЗС України протягом шести місяців з дня його підписання: а) стосовно міжнар. договорів, що укладаються від імені України, — Президентові України; б) стосовно міжнар. договорів, що укладаються від імені Уряду України, — КМ України. Президент України та Кабінет Міністрів України ухвалюють рішення про внесення на розгляд ВР України в порядку законодавчої ініціативи проекту закону про ратифікацію міжнар. договору. Якщо на ратифікацію подається міжнар. договір, виконання якого потребує ухвалення нових або внесення змін до чинних законів України, проекти відповідних законів подаються на розгляд ВР України разом із проектом закону про ратифікацію і ухвалюються одночасно. При підписанні, ратифікації, затвердженні, ухваленні міжнар. договору або приєднанні до нього можуть бути зроблені заяви та сформульовані застереження до його положень відповідно до норм міжнар. права.
Затвердженню підлягають міжнар. договори, які не потребують ратифікації, якщо такі договори передбачають вимогу щодо їх затвердження або встановлюють ін. правила, ніж ті, що містяться в актах Президента або КМ. Їх затвердження здійснюється указом Президента щодо тих договорів, які укладаються від імені України, і тих, в яких встановлюються ін. правила, ніж ті, що містяться в актах Президента. Затвердження міжнар. договорів України, які укладаються від імені Уряду України, здійснюється КМ України у формі постанови. Затвердження міжвідомчих договорів здійснюється в порядку, встановленому КМ.
Рішення про приєднання України до міжнар. договорів або про їх прийняття ухвалюються: а) щодо договорів, які потребують ратифікації, — у формі закону України про приєднання до міжнар. договору або закону України про ухвалення міжнар. договору; б) щодо міжнар. договорів, які укладаються від імені України й які не потребують ратифікації, — у формі указу Президента України; в) щодо міжнар. договорів, які укладаються від імені Уряду України й які не потребують ратифікації, — у формі постанови КМ України. Рішення про приєднання України до міжвідомчих договорів або про їх ухвалення приймається в порядку, встановленому КМ. Загальний нагляд за виконанням міжнар. договорів України, самою Україною та ін. сторонами цих договорів здійснює МЗС України.
Чинні міжнар. договори, згода на обов'язковість яких надана ВР України, є частиною нац. законодавства і застосовуються у порядку, передбаченому для норм нац. законодавства. Якщо міжнар. договором України, який набрав чинності в установленому порядку, встановлені ін. правила, ніж ті, що передбачені у відповідному акті законодавства України, то застосовуються правила міжнар. договору.
Чинні міжнар. договори України публікуються укр. мовою в «Зібранні чинних міжнародних договорів України» та ін. офіц. друкованих виданнях України. Офіц. переклад багатосторонніх міжнар. договорів України на укр. мову здійснює МЗС України.
Припинення та зупинення дії міжнар. договору України здійснюється: а) щодо договору, згода на обов'язковість якого надана ВР України, — у формі закону України; б) щодо міжнар. договорів, які укладено від імені України та які не потребували надання згоди на їх обов'язковість ВР України, та міжнар. договорів, які укладено від імені Уряду України, затверджених Президентом України, — у формі указу Президента України; в) щодо міжнар. договорів, які укладено від імені Уряду України та які не потребували надання згоди на їх обов'язковість ВР України або затвердження Президентом України, а також щодо міжвідомчих договорів, затверджених КМ, — у формі постанови КМ.
Закон України «Про міжнародні договори України» 2004 визнав такими, що втратили чинність, Закон України «Про дію міжнародних договорів на території України» 1992 та Закон України «Про міжнародні договори України» 1994.